# Azuragrion
Azuragrion é um género de libelinha da família Coenagrionidae.
Este género contém as seguintes espécies:
- Azuragrion buchholzi (Pinhey, 1971)
- Azuragrion granti (McLachlan, 1903)
- Azuragrion kauderni (Sjöstedt, 1917)
- Azuragrion nigridorsum (Selys, 1876)
- Azuragrion somalicum (Longfield, 1931)
- Azuragrion vansomereni (Pinhey, 1956)